# أسكليب
أسكليب قرية تتبع محافظة جوروم في تركيا. تقع على نهر قيزيل إرماك.
نسب إليها عدد من العلماء منهم مفتي الدولة العثمانية أبو السعود أفندي الإسكليبي ومحمد عاطف الإسكليبي.